# Popeye Village

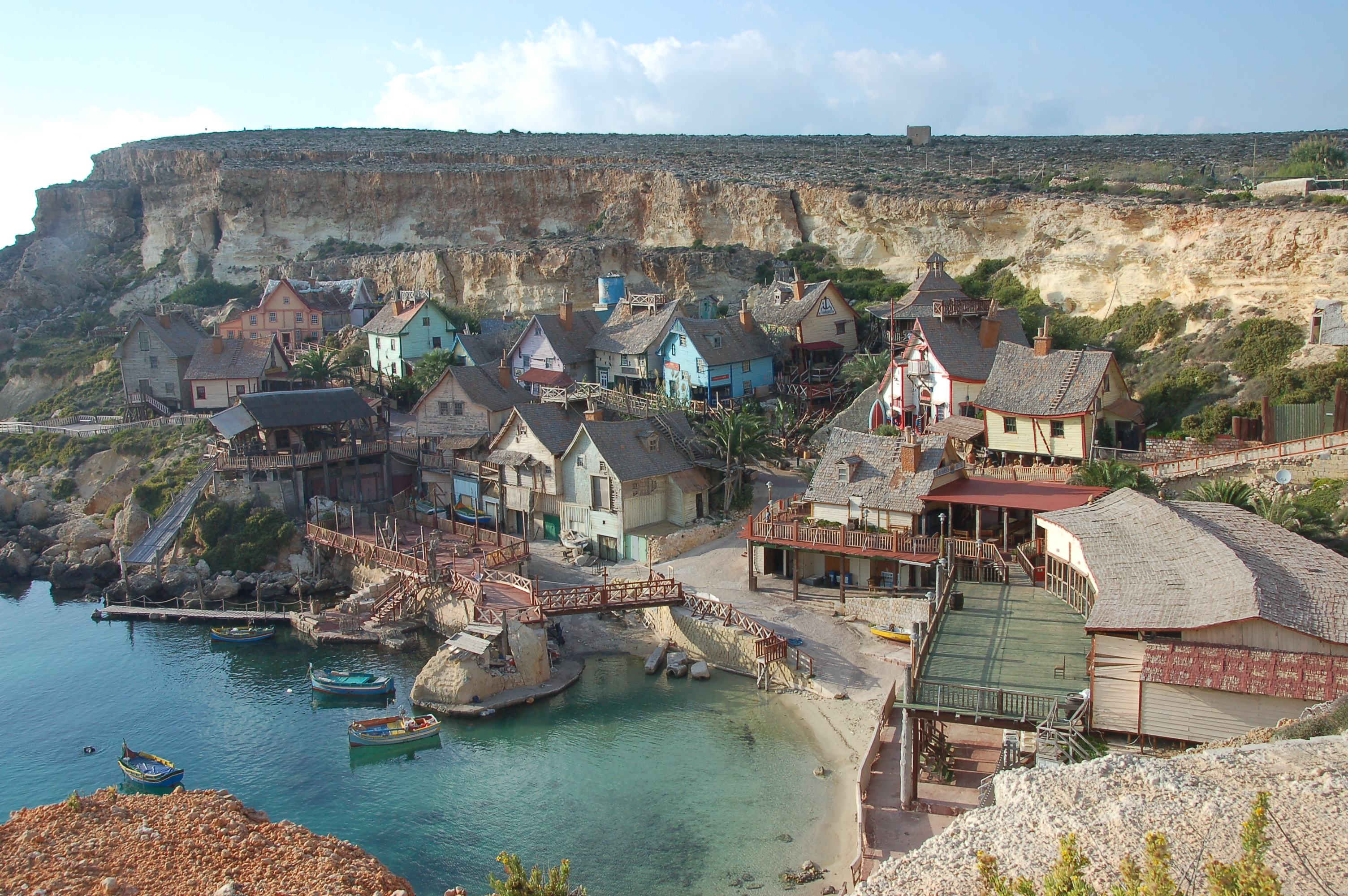
Popeye Village en Bahía de Ancla, fotografía tomada desde la vista del cerro en lo alto el pueblo.

Popeye Village, también conocido como Sweethaven Village, es un grupo de construcciones de madera rústica localizado en Bahía de Ancla, al noroeste de la isla mediterránea de Malta, a 3km del pueblo de Mellieħa.
Fue construido como set de filmación utilizado para la producción musical de acción en vivo de 1980: Popeye, producido por Walt Disney y Paramount Pictures y protagonizada por Robin Williams. Hoy está abierto al público como un museo al aire libre y centro de entretenimiento familiar.

## Historia
La construcción del set para la película comenzó en junio del 1979. Un equipo de 165 trabajadores que laboraron aproximadamente por siete meses, fue necesario para construir el pueblo, el cual consta de diecinueve construcciones de madera. Cientos de troncos y miles de placas madera se importaron de los Países Bajos, mientras que de Canadá se importaron las tejas de madera que se utilizaron en la construcción de los techos. Para la construcción también se utilizaron ocho toneladas de clavos y dos mil galones de pintura eran también utilizados en construcción.
Además, se construyó un rompeolas de entre 61 y 75 metros alrededor de la Bahía de Ancla para proteger el set de la marea alta durante el rodaje.
El set se completó en siete meses, la filmación comenzó el 23 de enero de 1980 y terminó después de pasado un año, el 19 de junio. La película, basada en las tiras cómicas de E. C. Segar, está ambientada en torno al pueblo ficticio de Sweethaven, donde el marinero Popeye llega en busca de su padre desaparecido desde hace mucho tiempo.
A pesar de que la película tuvo diversas críticas, Popeye Village sigue siendo una atracción turística popular.

## Atracciones
Popeye Village está abierto al público los siete días a la semana y, además del set para la película, tiene muchas atracciones familiares. Hay espectáculos, paseos y museos, así como casas de juego donde los niños pueden escalar y explorar el pueblo. Los niños también pueden conocer a los personajes principales del espectáculo como Popeye, Oliva Oyl, Bluto y Wimpy.

### Vestuarios y utilería
Algunas de las casas en Popeye Village han sido equipadas con varios elementos relacionados al filme, incluyendo utilería usada en la producción de la película.

### Viajes en barca
En días en los que el clima es favorable, cada quince minutos los visitantes pueden disfrutar de un recorrido en barca con una duración de cuarto de hora, alrededor de Bahía de Ancla donde se puede fotografiar el la vista del Popeye Village, desde el mar.

### Cine
Situado en el complejo más bajo del centro de Popeye Village, los visitantes pueden ver una proyección audiovisual histórica e informativa, con una duración de 20 minutos, la cual incluye clips de la película real y la construcción del set. El lugar puede recibir aproximadamente a 40 personas y proyecta el espectáculo cada hora. De los 20 minutos, 15  están dedicados a anunciar el parque temático para niños que se encuentra justo al lado del complejo.
Popeye Village organiza una variedad de funciones y actividades en ciertas épocas del año, incluyendo asados casuales y cenas.

### Espectáculos
Artistas y animadores proporcionan entretenimiento de forma regular para las familias, mientras estas visitan el pueblo y muchos de estos espectáculos interactúan directamente con la audiencia. Entre los espectáculos, se incluyen:
- Show de títeres. Con la participación de cinco de los personajes de Popeye y del Maestro de los Títeres, la historia es completamente interactiva con los niños de la audiencia.
- Figaro. El barbero de Sweethaven crea sus artísticos y mágicos peinados, mientras canta música clásica felizmente.
- El Show de Jerry Sprinjer. Este espectáculo aborda la investigación de un viejo secreto que ha estado rondando Sweethaven. Dos "guardaespaldas" son seleccionados, y la audiencia tiene la posibilidad de hacerles preguntas para descubrir el final de la historia.
- Popeye y sus Amigos. Una obra representada por cantantes famosos y no tan famosos, cada baile ha sido coreografiado prestando atención a los detalles. Es en este espectáculo donde todos los personajes de Popeye se reúnen en el escenario para cantar el tema principal del filme.
- Doctor Graves. El Doctor Graves elige un miembro de la audiencia para probar su experimento. La persona seleccionada es enviado a Hollywood.

## Galería de imágenes

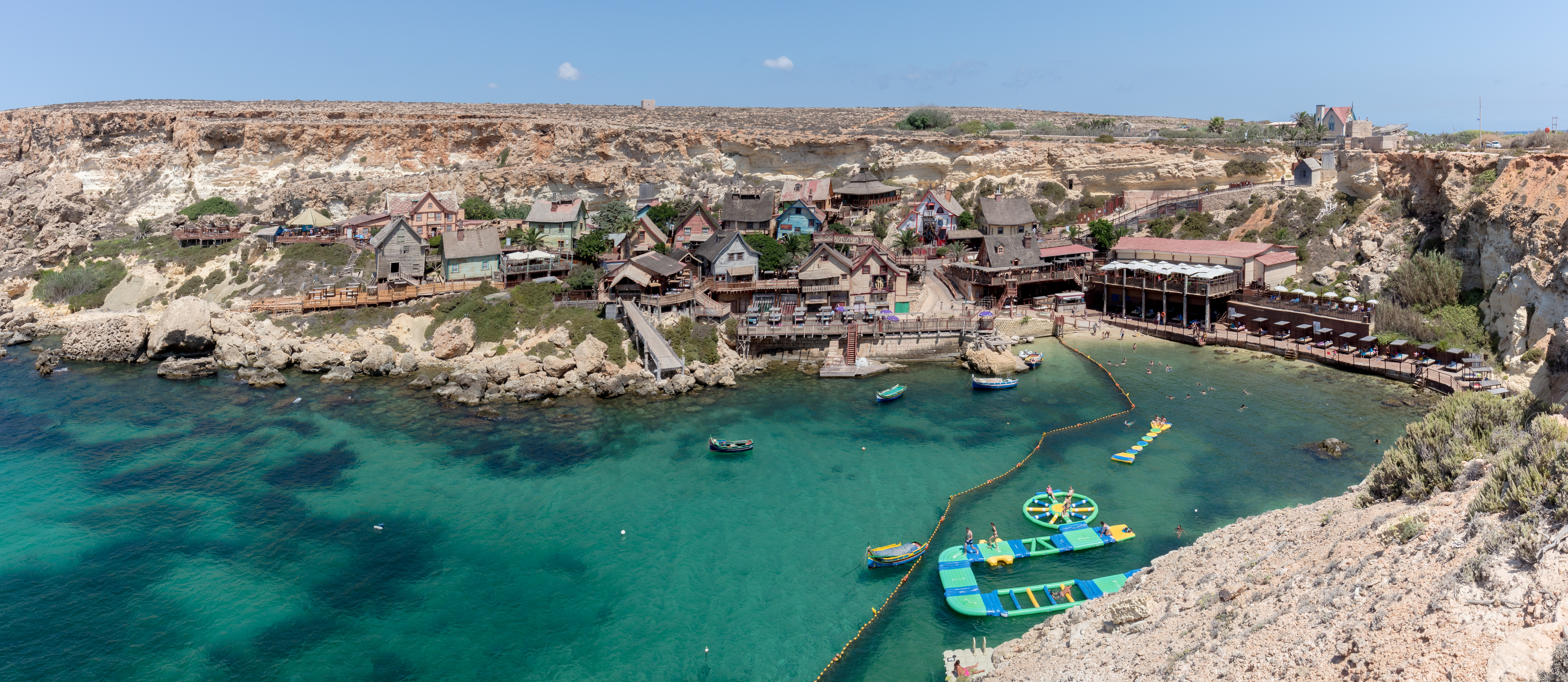
Vista general.
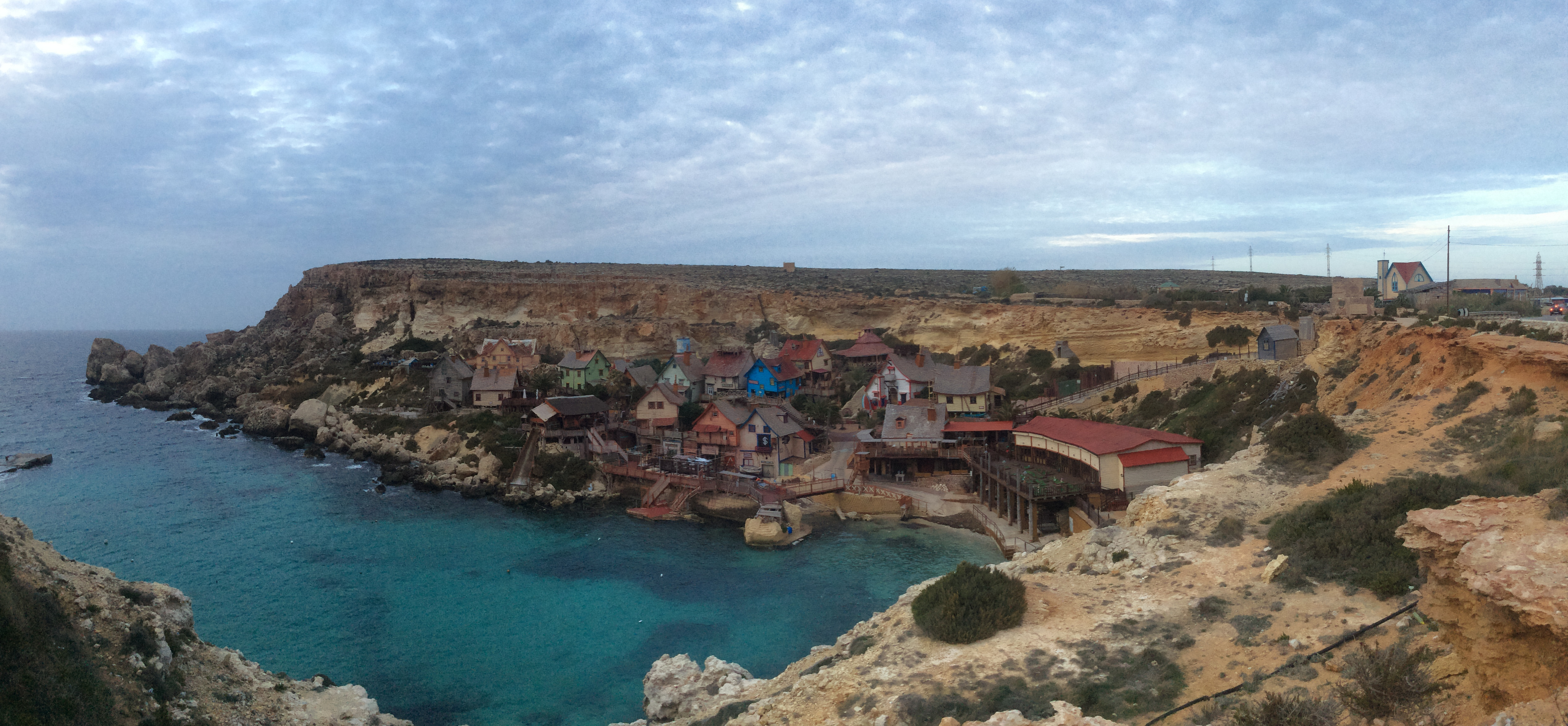
Vista de Popeye Village.
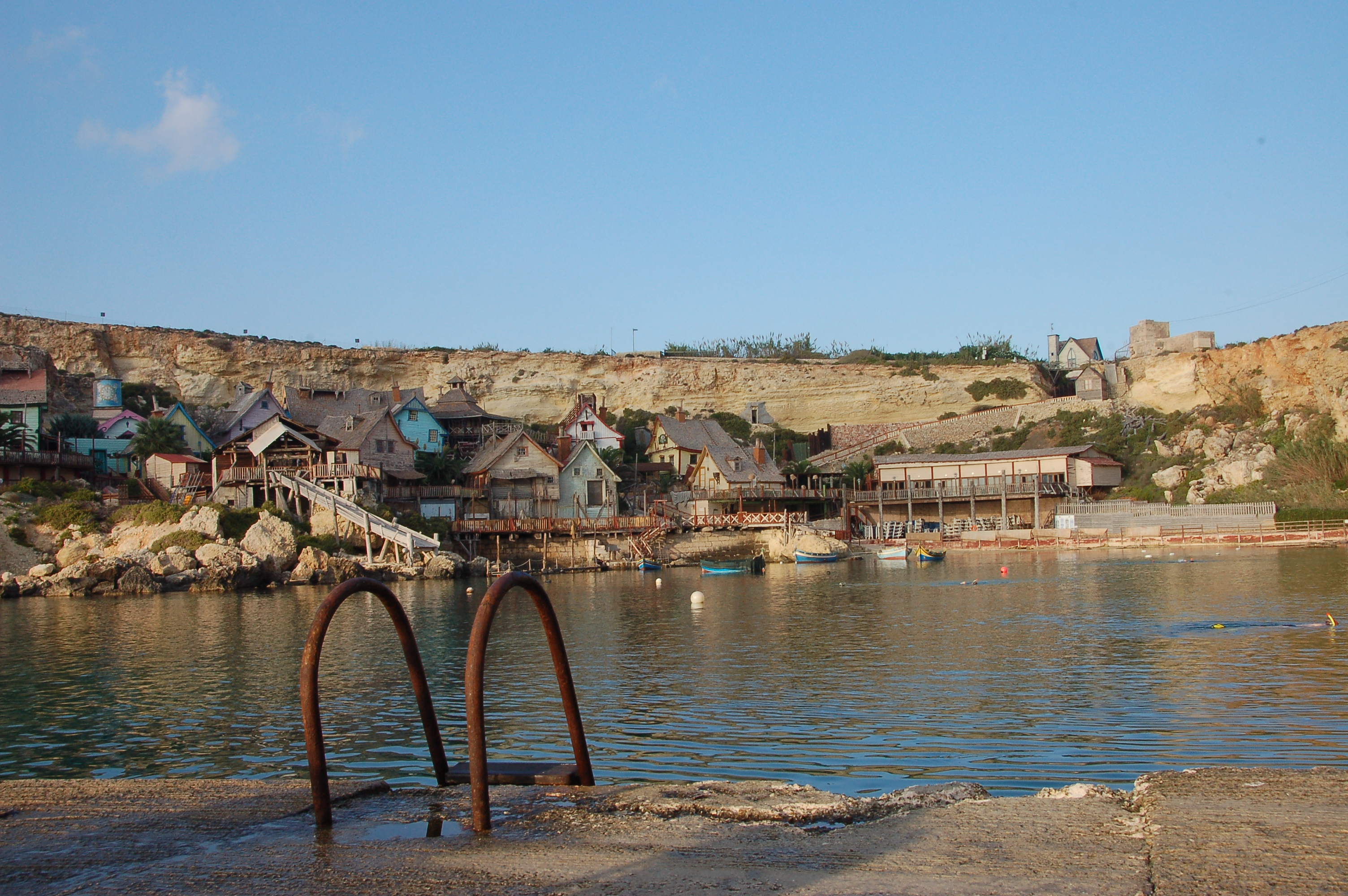
Popeye Village desde el muelle de Bahía de Ancla.
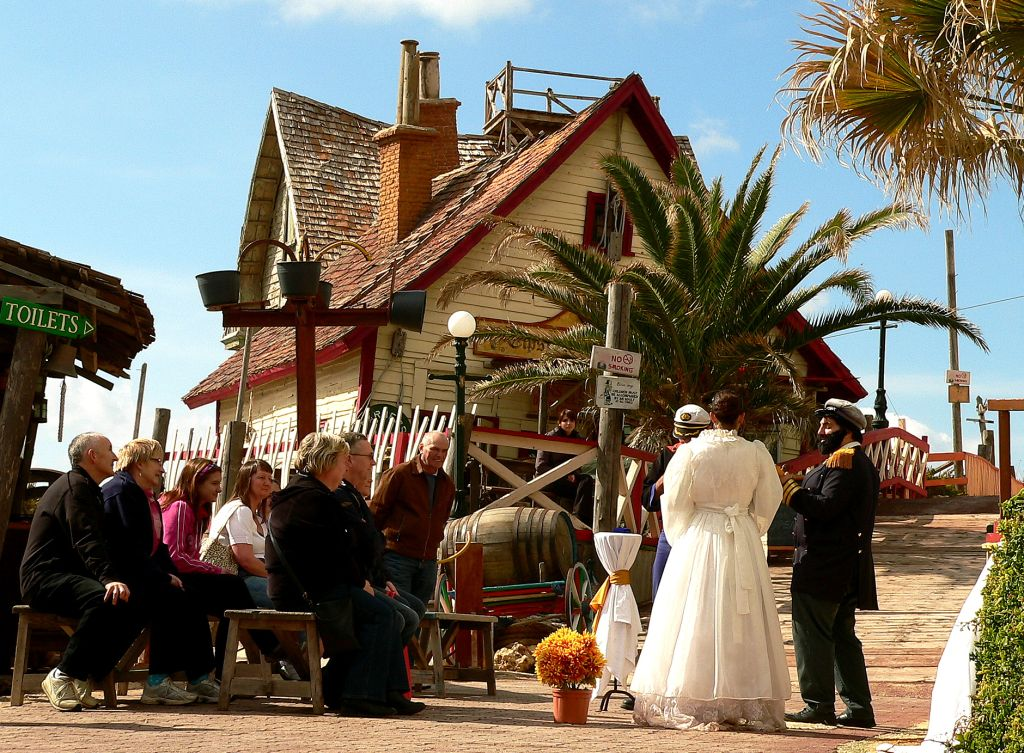
El espectáculo: La Boda de Popeye y Oliva Oyl.
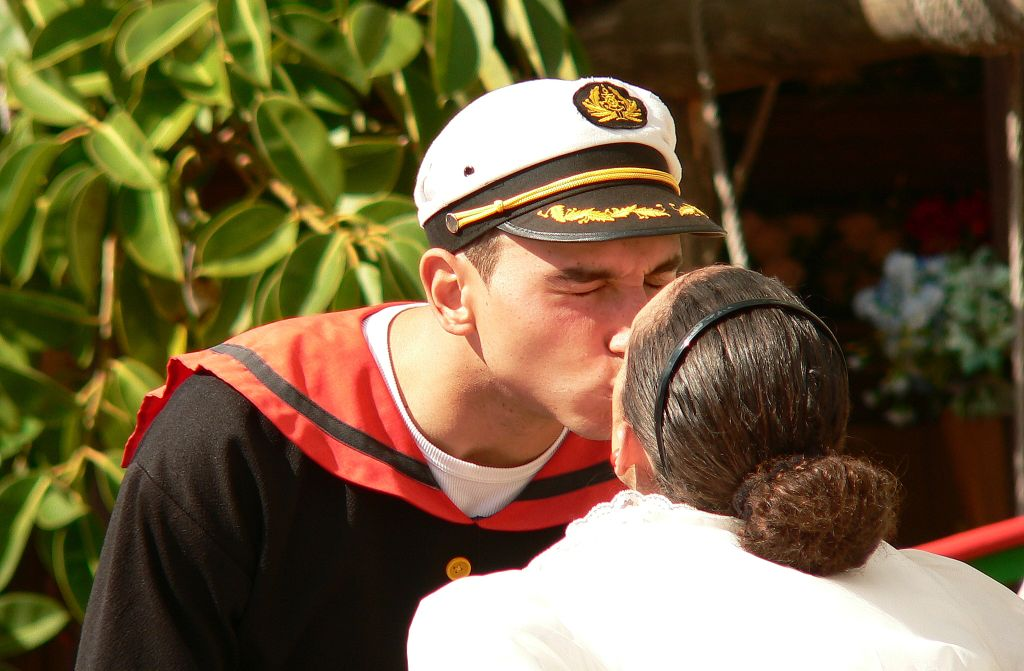
El espectáculo: La Boda de Popeye y Oliva Oyl.